# Милый лжец (телеспектакль, 1976)
«Милый лжец» — советский телеспектакль 1976 года режиссёра Анатолия Эфроса по одноименной пьесе Джерома Килти.

## Сюжет
По пьесе «Милый лжец» Джерома Килти — в основе сюжета которой лежит переписка Бернарда Шоу и известной актрисы Стеллы Кэмпбелл.
Телеверсия знаменитого, шедшего на сцене 14 лет, МХАТовского спектакля с Анатолием Кторовым и Ангелиной Степановой постановки И. М. Раевского.
Здесь только две роли:
- Анатолий Кторов — Джордж Бернард Шоу
- Ангелина Степанова — Стелла Кэмпбелл

«Милый лжец» спектакль не мой, и я хотел лишь удачно его зафиксировать. … В течение целого вечера слушать, как два актёра будут читать со сцены письма! Какая, вероятно, предстоит нам скука!.. И кто бы мог подумать, что можно в течение нескольких часов сидеть, то затаив дыхание, то смеясь, то плача, слушать великолепный текст пьесы, в которой нет обычного для театра сюжета и внешнего действия!.— режиссёр телеспектакля Анатолий Эфрос